# Station Polska Cerekiew
Station Polska Cerekiew is een spoorwegstation in de Poolse plaats Polska Cerekiew.